# 준말

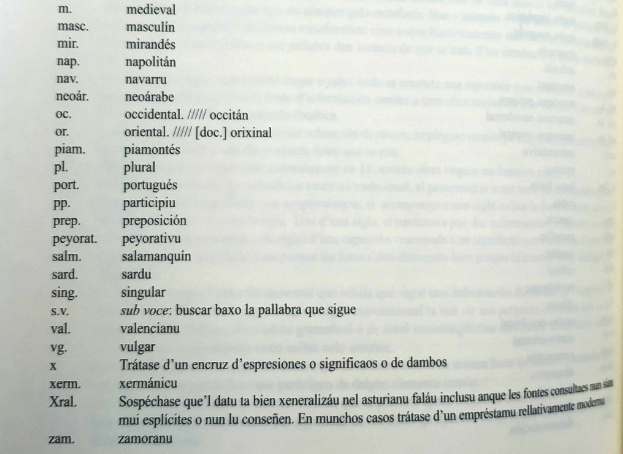
아스투리아스어 약어 사전의 일부

줄임말 또는 약어(略語, 문화어: 략어, 영어: abbreviation)은 복잡한 언어를 간략하게 줄인 것을 말한다.
모아쓰기가 보편화된 현대 한국어에서는 보통 의미구분이 가능한 단어로 나눈다음 첫 음절만 이어적는 식으로 사용하지만, 통신문체로 초성자음만 적는 것도 준말(펼쳐쓰기)이라 할 수 있다.

## 예시
a
- 어(略語), 약자(略字)
- 안녕->ㅎㅇ 등.
- 생일 파티->생파
- 생일선물->생선

## 기타
이런 축약 언어도 너무 지나치게 혹은 마구잡이로 사용한다면 혼동을 일으킬 수도 있다는 점.

## 같이 보기
- 두문자어